# Löbichau
Löbichau es un municipio situado en el distrito de Altenburger Land, en el estado federado de Turingia (Alemania), a una altitud de 240 metros. Su población a finales de 2016 era de unos 1000 habitantes y su densidad poblacional, 57 hab/km².
Dentro del distrito, el municipio está asociado a la mancomunidad (Verwaltungsgemeinschaft) de Oberes Sprottental, que tiene su sede en la vecina ciudad de Schmölln. En su territorio se incluyen las pedanías de Beerwalde, Drosen, Großstechau, Ingramsdorf y Kleinstechau, antiguos municipios que se incorporaron al actual Löbichau en un proceso de fusiones de municipios que abarcó desde 1937 hasta 1974.
Se conoce su existencia desde 1255, cuando se menciona como Luboch. En la localidad se construyó un castillo de foso en el siglo XIII que a lo largo del tiempo fue progresivamente convertido en mansión, hasta utilizarse actualmente como residencia de ancianos. Dicho castillo perteneció a Dorotea von Medem, quien dirigió su principal remodelación, y en el siglo XIX fue lugar de reunión de altos cargos políticos europeos junto con el vecino castillo de Tannenfeld. Hasta la unificación de Turingia en 1920, la localidad perteneció al ducado de Sajonia-Altemburgo.